# Mason Vale Cotton
Mason Vale Cotton (* 25. Juni 2002 in San Diego, Kalifornien) ist ein US-amerikanischer Schauspieler.

## Leben
Er ist der jüngere Bruder des Schauspielers Maxwell Perry Cotton.
Seine Schauspielerkarriere begann mit A Dennis the Menace Christmas (2007). Danach hatte er zwei Gastrollen in TV-Serien, einmal in Medium – Nichts bleibt verborgen (2008) als Ben Goldman und in Emergency Room – Die Notaufnahme (2008) als Brian. 2008 spielte er die Rolle Casper in The Spleenectomy. Er lieh Timmy Terwelp seine Stimme in Prep & Landing (2009). Von 2009 bis zum Ende der Serie 2012 spielte er in der Serie Desperate Housewives den Sohn, Maynard James Delfino MJ, von Susan (Teri Hatcher) und Mike Delfino (James Denton) und den Halbbruder von Julie Mayer (Andrea Bowen) und Zach Young alias Dana Taylor. 2010 übernahm er in Radio Free Albemuth die Rolle des Ezra.
In der Serie Mad Men spielt er in der sechsten Staffel Bobby Draper den Sohn von Don and Betty Draper.

## Filmografie

### Filme
- 2007: Weihnachten mit Dennis – Eine schöne Bescherung! (A Dennis the Menace Christmas)
- 2008: The Spleenectomy
- 2009: Prep & Landing
- 2010: Radio Free Albemuth
- 2015: Russel Wahnsinn (Russell Madness)
- 2017: Hey Arnold! Der Dschungelfilm (Hey Arnold! The Jungle Movie, Stimme)

### Serien
- 2008: Medium – Nichts bleibt verborgen (Medium, Episode 4x01)
- 2008: Emergency Room – Die Notaufnahme (ER, Episode 15x01)
- 2009–2012: Desperate Housewives (45 Episoden)
- 2007–2015: Mad Men (18 Episoden)